# Anapoima

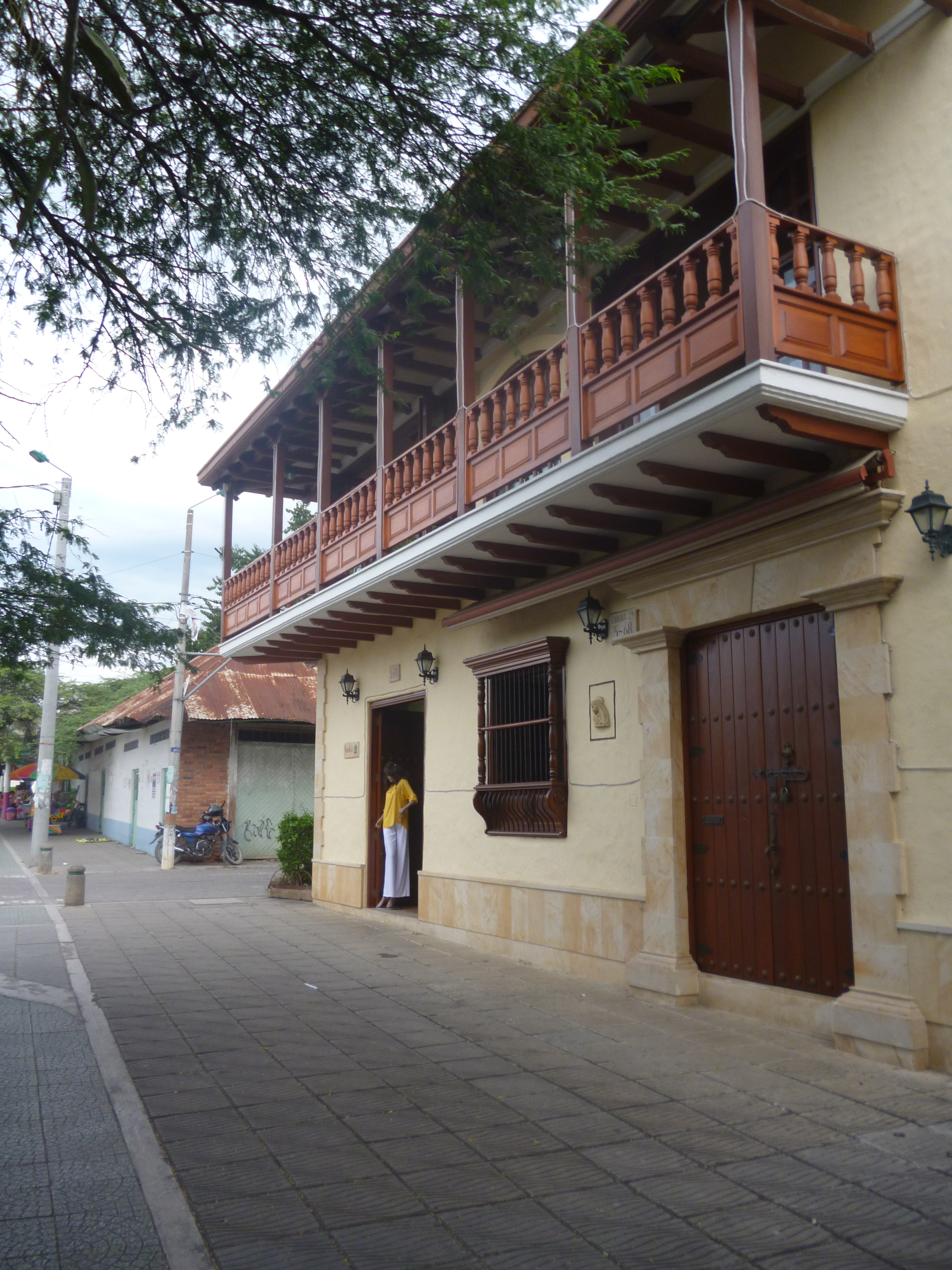
Casa de la época colonial en Anapoima.

Anapoima é um município do departamento colombiano de Cundinamarca, localizado na província de Tequendama, localizado 87 km a sudoeste de Bogotá. Está a uma altitude de 710 m e su área total é de 124,2 km². Tem 14.519 habitantes recenseados.
Era parte de território da etnia originaria dos Panches. Em 10 de agosto de 1627, os espanhóis concentraram os indígenas em um povoado, mas após de sucesivas protestas a Real Audiencia ordenou em 14 de junio de 1678 que os indios de Anapoima e Paima voltaram para suas terras originais. O assentamento e a exploração da mano de obra pelos encomenderos tinham causado já a diminuição drástica da população. Em 1760 se fundou a paróquia de Anatomia como povoado de brancos.
Atualmente as atividades económicas principais no município são a agricultura, com importante produção de frutas e rapadura e, especialmente o turismo. Anapoima se desenvolveu como um empório turístico, que conta com ampla infraestrutura hoteleira, clubes, piscinas, instalações esportivas e fazendas recreativas que recebem milhares de turistas nos finais de semana, feriados e nas temporadas de férias.